# IkiMap
ikiMap fue una red social orientada a compartir mapas y cartografía en internet.
Creado a modo de mashup esta herramienta permitía crear mapas para compartirlos con el resto de usuarios. Soporta la importación de diversos formatos de archivo (KML, KMZ, GPX) así como el dibujo directo sobre cartografía base (Google Maps, OpenStreetMap, Metacarta).

## Tecnología
El servicio se basó principalmente en Software Libre como OpenLayers, MapServer y PostGIS